# Маліновиці
Маліновиці (пол. Malinowice) — село в Польщі, у гміні Псари Бендзинського повіту Сілезького воєводства.
Населення — 688 осіб (2011).
У 1975-1998 роках село належало до Катовицького воєводства.

## Демографія
Демографічна структура станом на 31 березня 2011 року:
|          | Загалом | Допрацездатний вік | Працездатний вік | Постпрацездатний вік |
| -------- | ------- | ------------------ | ---------------- | -------------------- |
| Чоловіки | 341     | 64                 | 234              | 43                   |
| Жінки    | 347     | 48                 | 206              | 93                   |
| Разом    | 688     | 112                | 440              | 136                  |